# سیارک ۶۷۸۴
سیارک ۶۷۸۴ (به انگلیسی: 6784 Bogatikov، نامگذاری:1990UN13) شش هزار و هفتصد و هشتاد و چهارمین سیارک کشف شده‌است که در ۲۸ اکتبر ۱۹۹۰ کشف شد.
قدر مطلق سیارک برابر ۱۲٫۱۰ است.